# Будинок Міла

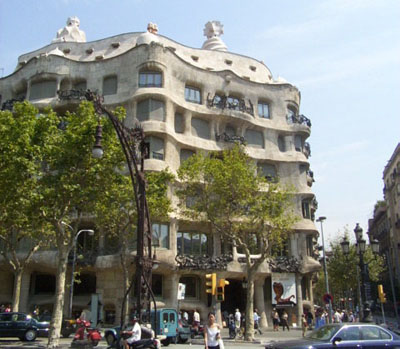
Будинок Міла

Буди́нок Міла́ (кат. Casa Milà, читається Ка́за Міла́), відомий також під назвою Ла Педре́ра або Ла Падре́ра (кат. La Pedrera — «кар'єр»), — житловий будинок, побудований каталонським архітектором Антоніо Гауді в 1906–1910 (будівництво офіційно закінчилося в 1912). Розташований за адресою пр. Ґрасія, 92 у районі Барселони Ашямпла.

## Історія
Власники
Будинок Міла був побудований для Розер Сегімон та її чоловіка Пере Міла. Розер Сегімон була багатою вдовою Хосепа Гвардіоли, індіанця або американця, колишнього колоніста, який повернувся з Південної Америки, розбагатівши на кавовій плантації в Гватемалі. Її другий чоловік, Пере Міла, був розробником, відомим своїм яскравим способом життя.
Будівельний процес
У 1905 році Міла і Сегімон одружилися, і 9 червня Розер Сегімон купив будинок з садом площею 1835 квадратних метрів, розташований на Paseo de Gracia, 92. У вересні вони доручили Гауді побудувати для них новий будинок. Планували проживати на першому поверсі та здавати в оренду інші квартири. 2 лютого 1906 проект був представлений міській раді Барселони. Почалися роботи зі знесення раніше існуючого будинку замість його модернізації, як у випадку з Будинком Бальо.
Будівництво Каса Міла не було закінчено повністю через суперечки з інвестором. Попри це будівля повсюдно вважається найкращим витвором Гауді, в якому він повністю реалізував плоди свого досвіду.
Квартира на сьомому поверсі будівлі оформлена в стилі 20-х років XX століття і разом з горищним поверхом і терасою на даху доступна для відвідувачів. На інших поверхах розміщуються офіси, деякі квартири як і раніше займають жителі.
Під час громадянської війни в Іспанії, у будинку розмістилось керівництво Соціалістичної Об'єднаної партії Каталонії, чий генеральний секретар, Хуан Коморера і Солер розташовувався на першому поверсі.
У 1984 році будинок став першою із споруд XX століття, яка була включена до Списку Всесвітньої спадщини ЮНЕСКО.

## Особливості будівлі
Будівля Міла, як задумав Гауді, мала бути відповіддю на брак цікавих будинків у місті. Будівля має вигляд потужного скелястого блоку; жителі Барселони назвали її Ля-Педрера, що означає «Каменярня».
У цьому проєкті Гауді не використовував, або використовував мінімально, прямі лінії. Тому фасад будівлі нагадує схвильоване море. Виглядає важко і монументально, хоч зведений з тонких вапнякових плит. Балкони прикрашають унікальні ковані з заліза балюстради у формі дикої гущавини. Прикрасами головного фасаду є також спеціально розміщені птахи, які мають створювати враження таких, що готуються до відльоту. Всередині будівлі видно, яке значення Гауді надавав деталям; кожна стеля має власну гіпсову форму. Заслуговують уваги також численні мозаїки. На даху архітектор створив димарі, що формою нагадують дим. Проєкт цієї будівлі Гауді став новаторським для свого часу. У будинку продумана система природної вентиляції, що дозволяє відмовитися від кондиціонерів. Міжкімнатні перегородки в кожній з квартир будинку можна переміщати на свій розсуд, є підземний гараж. Будівля являє собою залізобетонну конструкцію з тримальними колонами без тримальних і опорних стін. Усі вікна кімнат виходять на вулицю або у внутрішній двір кварталу, а вікна господарських приміщень і кімнат прислуги виходять в три внутрішніх дворики.
Патіо
Значним нововведенням Гауді стало об'єднання традиційних світових шахт в 2 широких внутрішніх двора-патіо, що мають незвичайну звивисту, «органічну» конфігурацію. Поверхи організовані навколо патіо для оптимальної вентиляції і максимального доступу денного світла. Фасади будівлі, які виходять в патіо, покриті поліхромним розписом, в основному з рослинними мотивами. Квітковий декор і навіяні міфологічними мотивами фрески також прикрашають стелі і стіни двох вхідних вестибюлів і головних сходів.
Тераса даху
Хвилястий по контурах дах слідує ритму головного фасаду, з чергуванням різних елементів: виходів сходових кліток, вентиляційних і димових труб. Відкриті для вільної інтерпретації та використані символізму форми цих елементів не є навмисними, незважаючи на свою примхливість, а відповідають їх утилітарній функції. Багато з них викладені мозаїкою тренкадіс з фрагментів битої кераміки, гальки, мармуру і скла.
Мансарда
Мансарда є одним з найцікавіших конструктивних рішень в архітектурі Гауді. Цей зал, колись призначений для прання і розвішування білизни, спирається на 270 арок в формі ланцюгової лінії, складених з пласкої цегли. У ньому розмістилася постійна експозиція, присвячена життю і творчості майстра: творіння Гауді представлені тут макетами та кресленнями, ескізами та чернетками, фотографіями та документальними фільмами. Виставка дозволяє ознайомитися з найбільш характерними рисами роботи майстра.
Квартира-музей
Одна з квартир четвертого поверху дозволяє здійснити подорож у часі і перейнятися атмосферою барселонської буржуазії XX століття, майстерно відтвореною за допомогою домашнього начиння тієї епохи. Тут можна ознайомитися з первісним плануванням і справжніми орнаментальними деталями, виконаними за ескізами Гауді (такими як дверні та віконні ручки, двері і покриття підлог). Відвідування квартири супроводжується показом документального фільму про стрімке перетворення і модернізацію міста в першій чверті XX століття.
Кафе
Кафе являє собою поєднання стилю модерн і самобутності типових старовинних таверн-«фондас». Сюди можна зайти прямо з вулиці, щоб випити чашечку кави, пообідати або посидіти за келихом вина.
Виставковий зал
У бельетажі будівлі, де знаходилася квартира домовласників — панів Міла, — тепер розміщується виставковий зал площею 1300 кв.м., в якому організовуються тимчасові експозиції. В цьому залі варто звернути увагу на колони з висіченими на них написами і скульптурними декоративними мотивами.

## Галерея

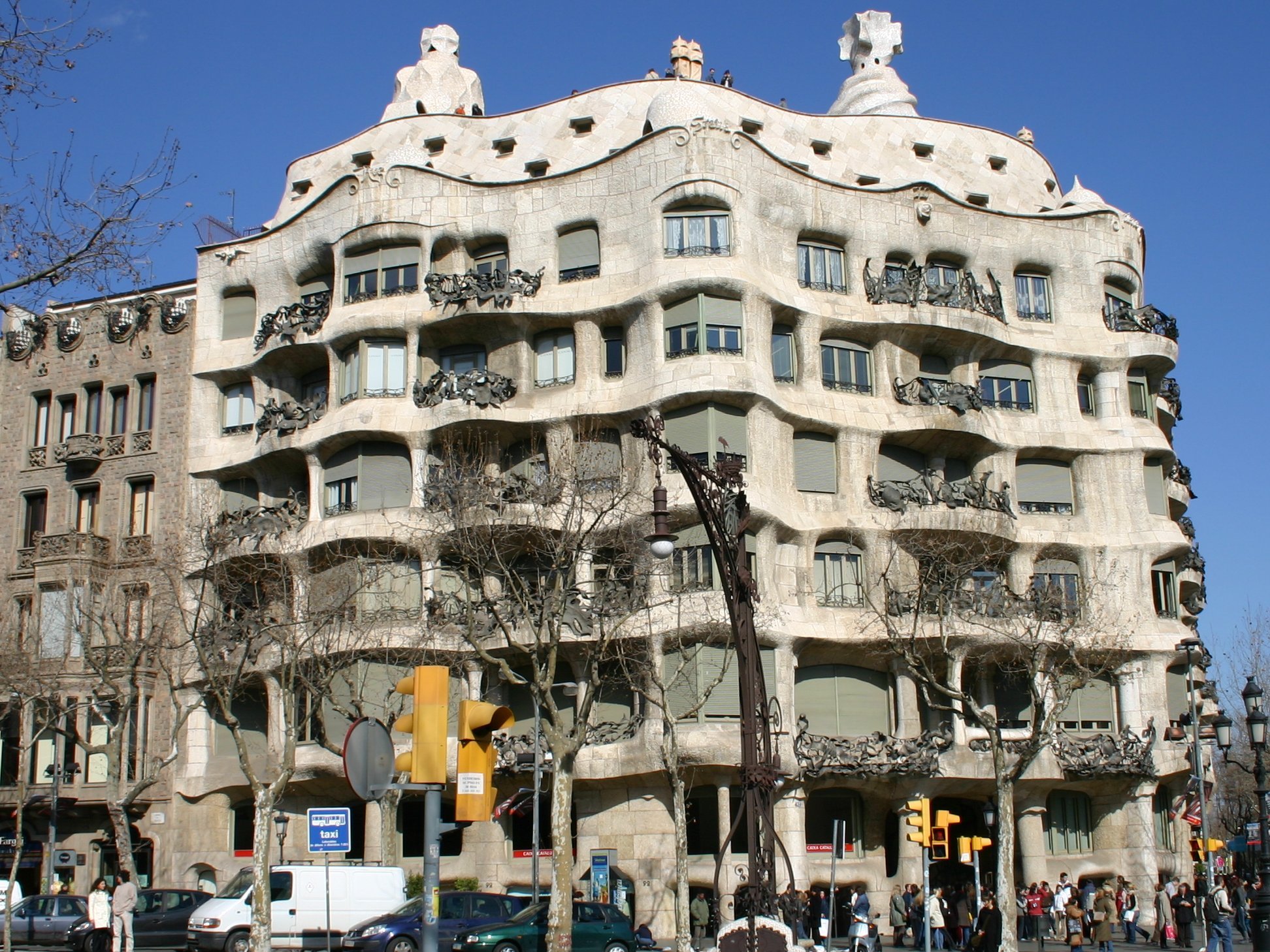
Будинок Міла
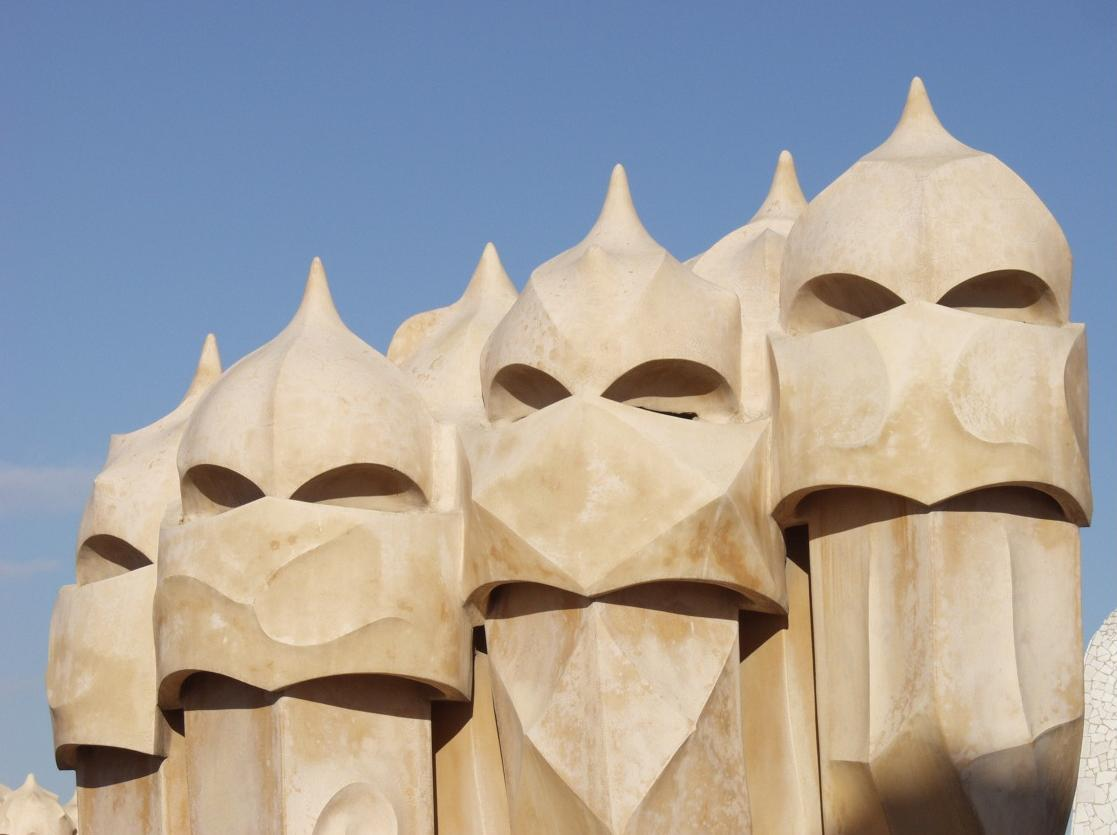
Тераса
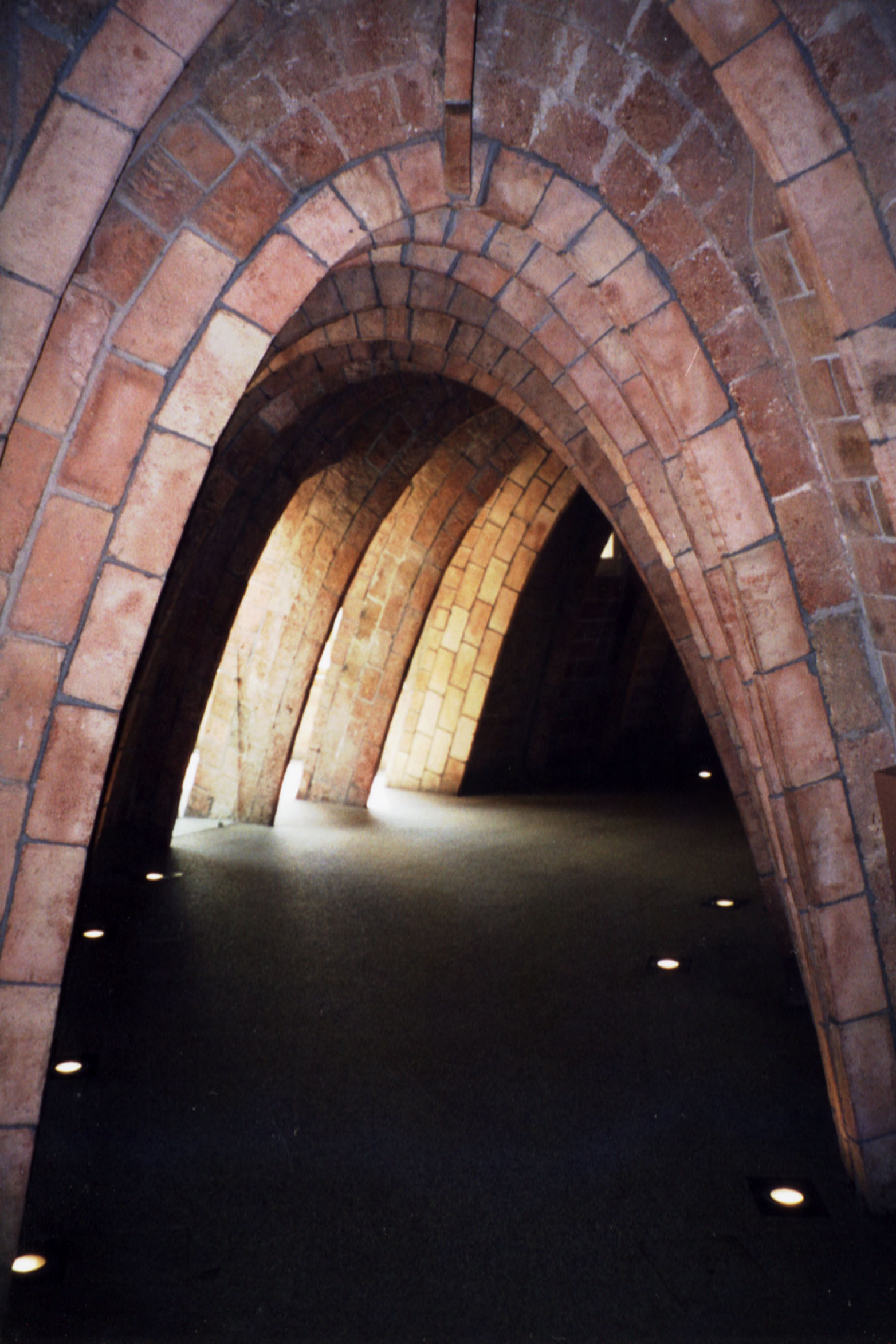
Арки
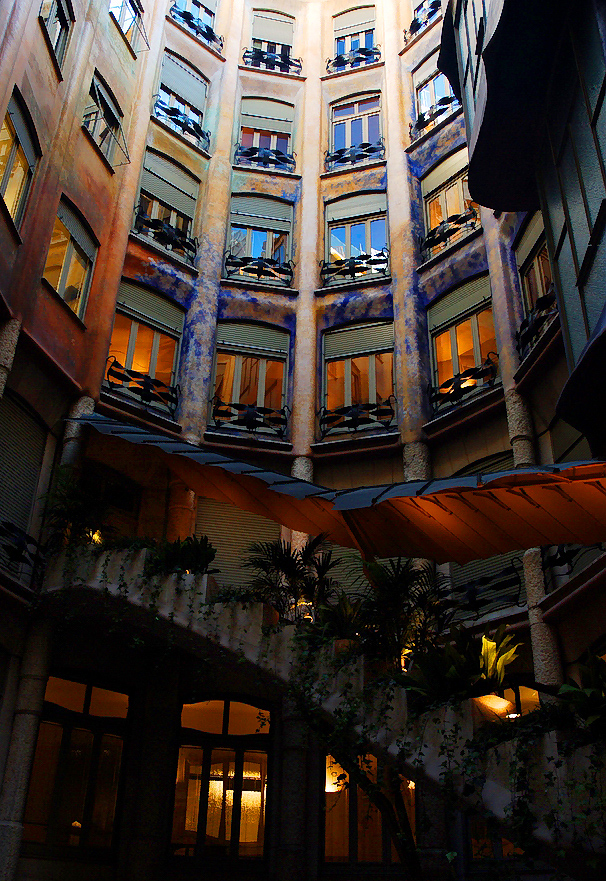
Внутрішнє подвір'я